# دیوید شویمر
دیوید لاورنس شویمر (به انگلیسی: David Lawrence Schwimmer) بازیگر آمریکایی و متولد ۲ نوامبر ۱۹۶۶ در نیویورک است که با ایفای نقش «راس» در سریال فرندز (۱۹۹۴–۲۰۰۴) بیشتر شناخته شد.
وی همچنین در انیمیشن ماداگاسکار (۲۰۰۵)، ماداگاسکار: فرار به آفریقا (۲۰۰۸) در نقش ملمن حرف زده‌است.
شویمر با بازی در داستان مجرمانه آمریکایی نامزد شصت و هشتمین جوایز امی ساعات پربیننده شد.
به نقل از هالیوود ریپورتر، پلیس بریتانیا اعلام کرد فردی مظنون به دزدی از فروشگاهی در بریتانیا که شباهت عجیبی به دیوید شویمر، بازیگر نقش راس گلر در مجموعه «فرندز» داشت دستگیر شده‌است.
داستان شباهت این سارق و ستاره «فرندز» از آن جا شروع شد که پلیس بریتانیا عکسی از او در حال ربودن تعدادی نوشیدنی از یک رستوران را در صفحه فیسبوک منتشر کرد و از شهروندان خواست تا در شناسایی این فرد کمک کنند. انتشار گسترده این عکس موجب واکنش‌های کاربران شد.
پس از انتشار عکس توسط پلیس، برخی از کاربران با درج کامنت‌هایی در صفحه فیسبوک پلیس بریتانیا این سارق را دیوید شویمر بازیگر نقش راس گلر در مجموعه «فرندز» نامیدند.
ستاره «فرندز» نیز در واکنش به تصاویر این سرقت، ویدئویی شبیه به فیلم‌های بدست آمده از دوربین مدار بسته درست کرد و نوشت: افسران پلیس، قسم می‌خورم آن فرد من نیستم، همانگونه که می‌بینید من در نیویورک هستم.
سرانجام پلیس لانکاشر روز سه شنبه ۱۳ نوامبر اعلام کرد مرد ۳۶ ساله مظنون به دزدی در لندن دستگیر شده‌است. پلیس در صفحه توییترش از حمایت‌ها به خصوص حمایت دیوید شویمر نیز تشکر کرد.

## فیلم‌شناسی
| سال  | عنوان                                | نقش               | توضیحات بیشتر |
| ---- | ------------------------------------ | ----------------- | ------------- |
| ۱۹۹۱ | پرواز مزاحم                          | افسر نگهبان       |               |
| ۱۹۹۲ | عبور از پل                           | جان اندرسون       |               |
| ۱۹۹۳ | بیست دلار                            | نیل کمپبل         |               |
| ۱۹۹۳ | ویتر                                 | اویل ویتر         |               |
| ۱۹۹۳ | گام                                  | وینی              | فیلم کوتاه    |
| ۱۹۹۴ | دوستان (tv show)                     | راس گلر           |               |
| ۱۹۹۴ | گرگ                                  | کپ                |               |
| ۱۹۹۶ | نعش‌کش                                | تام تامپسون       |               |
| ۱۹۹۷ | مردان سینه‌دار                        | دکتر کوین ساندرز  |               |
| ۱۹۹۸ | خط صورتی نازک                        | کلی گودیش/جی. تی  |               |
| ۱۹۹۸ | بوسیدن یک احمق                       | مکس آبیت          |               |
| ۱۹۹۸ | شش روز، هفت شب                       | فرانک مارتین      |               |
| ۱۹۹۸ | دانش‌آموز مستعد                       | ادوارد فرنچ       |               |
| ۱۹۹۹ | این خشم است                          | کریس              |               |
| ۲۰۰۰ | عشق و سکس                            | شاهد جهواه        | نقش کوتاه     |
| ۲۰۰۰ | برداشتن قطعات                        | پدر لئو جرم       |               |
| ۲۰۰۱ | هتل                                  | جاناتان داندرفاین |               |
| ۲۰۰۱ | شورش                                 | ییتزاک زاکرمن     |               |
| ۲۰۰۲ | جوخه برادران                         | هوبرت سوبل        |               |
| ۲۰۰۵ | دوان هپوود                           | دوان هپوود        |               |
| ۲۰۰۵ | ماداگاسکار                           | ملمن              | صدا           |
| ۲۰۰۶ | هیچی بزرگ                            | چارلی             |               |
| ۲۰۰۷ | فرار کن پسر چاق فرار کن              |                   | کارگردان      |
| ۲۰۰۸ | ماداگاسکار: فرار به آفریقا           | ملمن              | صدا           |
| ۲۰۰۸ | هیچ چیز به جز حقیقت                  | ری آرماسترانگ     |               |
| ۲۰۱۰ | اعتماد                               |                   | کارگردان      |
| ۲۰۱۲ | ماداگاسکار ۳: تحت تعقیب‌ترین‌های اروپا | ملمن              | صدا           |
| ۲۰۱۳ | ماداگاسکار دیوانه‌وار                 | ملمن              | صدا           |
| ۲۰۱۳ | آیسمن                                | جاش روزنتال       |               |